# Drygalski (cráter)

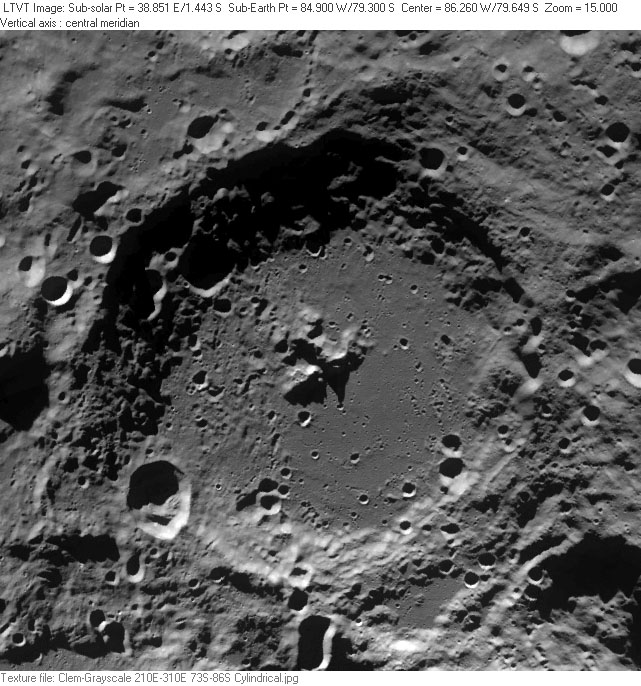
Fotografía de la misión Clementine (1994)

| Drygalski es un gran cráter de impacto situado a lo largo de la extremidad meridional de la Luna. En parte se superpone al cráter Ashbrook hacia el oeste, en la cara oculta de la Luna. Justo al norte de Drygalski aparece el cráter Boltzmann, más pequeño. La ubicación de este cráter restringe su observación desde la Tierra, e incluso en condiciones favorables de libración solo se ve el borde, iluminado por el Sol en un ángulo rasante. Se encuentra cerca de los cráteres del polo sur, ocultados permanentemente de la luz solar. El brocal de este cráter ha sido desgastado y erosionado por impactos posteriores, dejando un anillo montañoso accidentado superpuesto en varios lugares por pequeños cráteres. Los más notables de estos son Drygalski P atravesando el borde suroeste donde se une con Ashbrook, y Drygalski V a lo largo de la pared interior del norte-noroeste. Se localiza una pequeña cadena de cráteres, que comienza tangencialmente en el borde exterior norte y luego forma un arco con rumbo norte hacia Boltzmann. Al sur aparece una extraña formación integrada por dos o más pequeños cráteres, formando un corto valle. Porciones del suelo interior dentro del brocal son planas y niveladas, habiendo sido rellenadas por flujos de lava. Las partes más planas están en las secciones del sur y este del interior. La superficie es más consistente en el oeste, y se caracteriza por varios cráteres pequeños. En el punto medio del interior se halla un pico central accidentado, con varias crestas más pequeñas situadas a lo largo de los flancos. |

## Cráteres satélite
Por convención estos elementos son identificados en los mapas lunares poniendo la letra en el lado del punto medio del cráter que está más cerca de Drygalski.
|           | \| Drygalski \| Coordenadas \| Diámetro \| \| --------- \| ------------------------------ \| -------- \| \| P \| 81°00′S 99°54′O / -81.0, -99.9 \| 30 km \| \| V \| 78°30′S 93°24′O / -78.5, -93.4 \| 21 km \| |          |
| Drygalski | Coordenadas | Diámetro |
| P         | 81°00′S 99°54′O / -81.0, -99.9 | 30 km    |
| V         | 78°30′S 93°24′O / -78.5, -93.4 | 21 km    |

Los siguientes cráteres han sido renombrados por la UAI;
- Drygalski Q - Ver Ashbrook.